# Pont-colombier
Le pont-colombier de Veyrac est un édifice de Veyrac, Haute-Vienne, en France.
Il est présenté comme un exemple unique en France, voire en Europe, de pont associé à un colombier. Il est de ce fait classé parmi les ponts bâtis.

## Description
Le pont-colombier est un petit édifice rectangulaire en pierre, combinant les fonctions de pont et de colombier. La partie « pont » franchit le Glanet au moyen de cinq petites arcs en plein cintre et est accessible par une entrée de chaque côté du ruisseau ; de petites fenêtres sont percées sur les côtés. Le pont est surmonté d'un étage qui joue le rôle de colombier. Le toit est presque plat, recouvert de tuiles. 
Le bâtiment est situé à la sortie sud-est du village de Veyrac, avant le cimetière, à quelques mètres de la route.

## Historique
Le pont-colombier est probablement érigé au XVIIe siècle par Jean de Londeix, sieur de la Puytignon, qui acquit le manoir de Veyrac en 1626. À l'origine, il est accompagné d'un second colombier identique, construit symétriquement par rapport à la voie menant au manoir. Ce deuxième colombier (ainsi que le manoir) a été détruit à une époque ultérieure.
L'édifice est classé monument historique le 12 octobre 1973.